# Чувасько-Сорминське сільське поселення
Чува́сько-Со́рминське сільське поселення (рос. Чувашско-Сорминское сельское поселение) — муніципальне утворення у складі Аліковського району Чувашії, Росія. Адміністративний центр — село Чуваська Сорма.

## Історія
Станом на 2002 рік існували Мартинкінська сільська рада (присілки Енехметь, Мартинкіно, Шапкино, Шор-Байраш, Шор-Босай) та Чувасько-Сорминська сільська рада (село Чуваська Сорма, присілки Верхні Єлиші, Верхні Хоразани, Кагасі, Нижні Єлиші, Нижні Хоразани, Нижні Шиуші, Свешніково, Шоркаси, Яниші).

## Населення
Населення — 1259 осіб (2019, 1473 у 2010, 1860 у 2002).

## Склад
До складу поселення входять такі населені пункти:
| Населений пункт           | Населення, осіб (2002) | Населення, осіб (2010) |
| ------------------------- | ---------------------- | ---------------------- |
| Антоновка, виселок        | 21                     | 10                     |
| Великі Шиуші, присілок    | 357                    | 318                    |
| Верхні Йолиші, присілок   | 105                    | 95                     |
| Верхні Хоразани, присілок | 110                    | 93                     |
| Енехметь, присілок        | 23                     | 17                     |
| Кагасі, присілок          | 143                    | 125                    |
| Мартинкино, присілок      | 143                    | 113                    |
| Нижні Йолиші, присілок    | 215                    | 157                    |
| Нижні Хоразани, присілок  | 134                    | 111                    |
| Нижні Шиуші, присілок     | 31                     | 27                     |
| Свешніково, присілок      | 0                      | -                      |
| Чуваська Сорма, село      | 233                    | 177                    |
| Шапкино, присілок         | 69                     | 57                     |
| Шор-Байраш, присілок      | 72                     | 46                     |
| Шор-Босай, присілок       | 35                     | 26                     |
| Шоркаси, присілок         | 93                     | 57                     |
| Яниші, присілок           | 73                     | 44                     |